# Лоджетта
Лодже́тта (итал. Loggetta  — маленькая лоджия) — здание, расположенное на границе площади Сан-Марко и так называемой Пьяцетты (маленькой площади) в Венеции. Примыкает к основанию кампанилы (колокольни) Святого Марка. Памятник архитектуры эпохи Возрождения. Полное название — «Лоджетта Сансовино» (итал. Loggetta Sansovino), по фамилии архитектора. Здание построено между 1537 и 1549 годами выдающимся архитектором Якопо Сансовино. Ещё одно название — итал.  Loggetta del Campanile.

## Назначение и история
Лоджии строили в Средневековье во многих городах Италии. Около 1487 года в Венеции на этом месте возвели деревянную лоджию с тремя арками и четырьмя каменными колоннами. Эта постройка неоднократно подвергалась повреждениям в результате падения каменной кладки с колокольни, штормов и наводнений, но каждый раз её восстанавливали. Однако, когда 11 августа 1537 года в колокольню ударила молния и лоджия под ней снова была повреждена, было решено полностью её перестроить. Заказ получил скульптор и архитектор Якопо Сансовино.
Расположенную напротив Порта делла Карта («Ворота бумаг, документов»), главного входа во Дворец дожей, Лоджетту изначально использовали для встречи вельмож, общения важных сановников и чиновников. С 1559 года она стала помещением для корпуса охраны (corpo di guardia) Дворца дожей. В 1489 году постройка была разрушена ударом молнии. В 1663 году к ней добавили открытую террасу с балюстрадой. С 1734 года здание использовали для проведения городской лотереи и других общественных мероприятий.
После трагического обрушения Кампанилы в 1902 году Лоджетту восстановили с использованием подлинных сохранившихся фрагментов и деталей мраморной облицовки. В XX веке Лоджетта утратила прежнее значение, и теперь её используют для входа в лифт, поднимающий туристов на верхний ярус колокольни.

## Архитектура
Строительство Лоджетты, как и расположенного рядом здания Библиотеки Сан-Марко, было частью амбициозной программы архитектурного обновления города, начатой при венецианском доже Андреа Гритти (1523—1538). Программа была направлена на повышение «венецианской самооценки» и подтверждение международного престижа республики после многих поражений предыдущего времени и, особенно, после разграбления Рима в 1527 году ландскнехтами императора Карла V (итал. Sacco di Roma). Основная цель заключалась в том, чтобы вызвать память и гордость о древнеримской республике и представить Венецию как истинного преемника Рима. Поэтому в архитектурном облике здания угадываются, хотя бы и в миниатюре, черты древнеримских триумфальных арок. Новые постройки превратили прилегающую площадь Сан-Марко с уличными лавками менял и складами торговцев во внушительный общественный форум, подражающий Древнему Риму.
Лоджетта построена из кирпича с облицовкой из восточной брекчии, красного мрамора из Вероны и белого из Каррары, известняка из Истрии, лазурита и тёмно-зелёного мрамора (verde antico) из Греции. Главный фасад имеет два яруса. Нижний ярус оформлен тремя арками (как в трёхпролётной триумфальной арке Константина в Риме) и парными колоннами по типу «римской архитектурной ячейки». Колонны были взяты из античных построек (только три из них пережили обрушение колокольни в 1902 году). Они сделаны из африканской брекчии. Верхний ярус, увенчанный балюстрадой, оформлен чередующимися пилястрами и рельефами. Несмотря на небольшие размеры, Лоджетта, благодаря архитектонике фасада, производит истинно монументальное впечатление.
Между арками первого яруса в нишах установлены бронзовые аллегорические статуи: Минерва, Аполлон, Меркурий и Мир. По воспоминаниям сына архитектора, Франческо Сансовино, статуи были подобраны на основе аллегорической программы, прославляющей добродетели Венецианской республики. Минерва, богиня мудрости, «олицетворяет исключительную и непревзойденную мудрость, воплощенную в венецианском Сенате и в тех предках, которые основали Республику». Аполлон, как «бог единого солнца олицетворяет уникальность Республики и её правления. Вдобавок, как бог музыки, он намекает на совершенную конституционную гармонию между различными советами и магистратами, которая обеспечивает стабильность и долголетие государства». Он изображен с колчаном и стрелами как символы пронизывающих солнечных лучей. Меркурий — «божество красноречия, подчёркивает, что мудрые и благоразумные решения Венеции красноречиво выражаются её знатью». «Мир, любимый Республикой, обеспечивает её величие».
Три фигурных барельефа второго яруса фасада — работа помощников Якопо Сансовино: Данезе Каттанео и Тициано Аспетти. Они аллегорически представляют Венецию и её главные подчиненные территории: Крит и Кипр. На центральном рельефе Венеция изображена в образе Справедливости с мечом и весами. Она восседает на троне, поддерживаемом львами, подобно Соломонову трону мудрости (лат.  Sedes Sapientiae. По обе стороны от фигуры изображены речные боги с водой, текущей из урн. Территория острова Крит, находившаяся под венецианским правлением с 1205 по 1669 год, представлена в виде Юпитера, выросшего, согласно мифу, на горе Эгея на Крите. Кипр, присоединенный к Венеции в 1489 году и переданный туркам-османам в 1573 году, изображён в образе Венеры, рождённой из пены морской у берега этого острова.